# 24 ur Le Mansa 1981
24 ur Le Mansa 1971 je bila devetinštirideseta vzdržljivostna dirka 24 ur Le Mansa. Potekala je 13. in 14. junija 1971.

## Rezultati

### Uvrščeni
| Poz | Razred   | Št | Moštvo                | Dirkači                                              | Šasija                  | Motor                     | Krogi |
| --- | -------- | -- | --------------------- | ---------------------------------------------------- | ----------------------- | ------------------------- | ----- |
| 1   | S +2.0   | 11 | Porsche System        | Jacky Ickx Derek Bell                                | Porsche 936             | Porsche 2.6L Turbo Flat-6 | 354   |
| 2   | GTP 3.0  | 8  | Jean Rondeau          | Jacky Haran Jean-Louis Schlesser Philippe Streiff    | Rondeau M379            | Ford Cosworth DFV 3.0L V8 | 340   |
| 3   | GTP 3.0  | 7  | Otis Jean Rondeau     | Gordon Spice Francois Migault                        | Rondeau M379            | Ford Cosworth DFV 3.0L V8 | 335   |
| 4   | Gr.5     | 55 | Claude Bourgiognie    | Claude Bourgiognie John Cooper Dudley Wood           | Porsche 935 K3          | Porsche 3.1L Turbo Flat-6 | 330   |
| 5   | IMSA GTX | 47 | Charles Pozzi S.A.    | Jean-Claude Andruet Claude Ballot-Léna Hervé Regout  | Ferrari 512BB/LM        | Ferrari 4.9L Flat-12      | 328   |
| 6   | IMSA GTX | 42 | Cooke-Woods Racing    | Anny-Charlotte Verney Bob Garretson Ralph Kent-Cooke | Porsche 935 K3          | Porsche 3.2L Turbo Flat-6 | 327   |
| 7   | GTP +3.0 | 1  | Porsche System        | Jürgen Barth Walter Röhrl                            | Porsche 944 LM          | Porsche 2.5L Turbo I4     | 323   |
| 8   | Gr.5     | 65 | Martini Racing        | Michele Alboreto Eddie Cheever Carlo Facetti         | Lancia Beta Monte Carlo | Lancia 1.4L Turbo I4      | 322   |
| 9   | IMSA GTX | 46 | Rennod Racing         | Pierre Dieudonné Jean Xhenceval Jean-Paul Libert     | Ferrari 512BB/LM        | Ferrari 4.9L Flat-12      | 320   |
| 10  | Gr.5     | 60 | Vegla Racing Team     | Dieter Schornstein Harald Grohs Götz von Tschirnhaus | Porsche 935J            | Porsche 3.0L Turbo Flat-6 | 320   |
| 11  | IMSA GTO | 36 | Porsche System        | Manfred Schurti Andy Rouse                           | Porsche 924 Carrera GTR | Porsche 2.0L Turbo I4     | 315   |
| 12  | S +2.0   | 12 | Porsche System        | Jochen Mass Vern Schuppan Hurley Haywood             | Porsche 936             | Porsche 2.6L Turbo Flat-6 | 312   |
| 13  | GTP +3.0 | 4  | WM A.E.R.E.M.         | Denis Moran Charles Mendez Xavier Mathiot            | WM P79/80               | Peugeot 2.7L Turbo V6     | 307   |
| 14  | Gr.5     | 68 | Jolly Club            | Martino Finotto Giorgio Pianta Giorgio Schön         | Lancia Beta Monte Carlo | Lancia 1.4L Turbo I4      | 292   |
| 15  | S +2.0   | 18 | Team Lola             | Emilio de Villota Guy Edwards Juan Fernandez         | Lola T600               | Ford Cosworth DFL 3.3L V8 | 287   |
| 16  | Gr.5     | 51 | BMW Italie BMW France | Philippe Alliot Bernard Darniche Johnny Cecotto      | BMW M1 Gr.5             | BMW 3.5L I6               | 277   |
| 17  | GT       | 70 | Thierry Perrier       | Thierry Perrier Valentin Bertapelle Bernard Salam    | Porsche 934             | Porsche 2.9L Turbo Flat-6 | 274   |
| 18  | S 2.0    | 31 | Jean-Philippe Grand   | Jean-Philippe Grand Yves Courage                     | Lola T298               | BMW 2.0L I4               | 272   |

### Neuvrščeni
Niso prevozili 70 % razdalje zmagovalca (247 krogov)
| Poz | Razred | Št | Moštvo               | Dirkači                                   | Šasija           | Motor             | Krogi |
| --- | ------ | -- | -------------------- | ----------------------------------------- | ---------------- | ----------------- | ----- |
| 19  | S 2.0  | 33 | Compagnie Primagaz   | Pierre Yver Michel Dubois Jacques Heuclin | Lola T298        | BMW 2.0L I4       | 203   |
| 20  | S 2.0  | 32 | Ecurie Renard-Delmas | Louis Descartes Hervé Bayard              | Renard-Delmas D1 | ROC-Simca 2.0L I4 | 187   |

### Odstopi
| Poz | Razred   | Št | Moštvo                                    | Dirkači                                                     | Šasija                  | Motor                     | Krogi |
| --- | -------- | -- | ----------------------------------------- | ----------------------------------------------------------- | ----------------------- | ------------------------- | ----- |
| 21  | IMSA GTX | 43 | Bob Akin Motor Racing                     | Bob Akin Paul Miller Craig Siebert                          | Porsche 935 K3          | Porsche 3.0L Turbo Flat-6 | 320   |
| 22  | Gr.5     | 57 | Claude Haldi                              | Claude Haldi Mark Thatcher Hervé Poulain                    | Porsche 935             | Porsche 3.0L Turbo Flat-6 | 260   |
| 23  | IMSA GTX | 49 | North American Racing Team (NART)         | Alain Cudini Philippe Gurdjian John Morton                  | Ferrari 512BB/LM        | Ferrari 4.9L Flat-12      | 247   |
| 24  | Gr.5     | 53 | EMKA Productions Limited                  | David Hobbs Eddie Jordan Steve O'Rourke                     | BMW M1 Gr.5             | BMW 3.5L I6               | 236   |
| 25  | GT       | 72 | BMW Zol'Auto                              | Jean-Francois Rousselot Francois Servanin Laurent Ferrier   | BMW M1                  | BMW 3.5L I6               | 212   |
| 26  | S +2.0   | 20 | Alain de Cadenet Belga                    | Alain de Cadenet Jean-Michel Martin Philippe Martin         | De Cadenet-Lola LM      | Ford Cosworth DFV 3.0L V8 | 210   |
| 27  | Gr.5     | 52 | Würth Team Sauber                         | Dieter Quester Marc Surer David Deacon                      | BMW M1 Gr.5             | BMW 3.5L I6               | 207   |
| 28  | Gr.5     | 66 | Martini Racing                            | Riccardo Patrese Hans Heyer Piercarlo Ghinzani              | Lancia Beta Monte Carlo | Lancia 1.4L Turbo I4      | 186   |
| 29  | S +2.0   | 21 | Alain de Cadenet Dorset Racing Associates | Martin Birrane Nick Faure Vivian Candy                      | De Cadenet-Lola LM      | Ford Cosworth DFV 3.0L V8 | 171   |
| 30  | S +2.0   | 23 | Dome Co. Ltd.                             | Chris Craft Bob Evans                                       | Dome RL81               | Ford Cosworth DFV 3.0L V8 | 154   |
| 31  | IMSA GTX | 40 | Joest Racing                              | Maurizio de Narvaez Kenper Miller Günther Steckkönig        | Porsche 935J            | Porsche 2.8L Turbo Flat-6 | 152   |
| 32  | IMSA GTX | 48 | Simon Phillips                            | Simon Phillips Mike Salmon Steve Earle                      | Ferrari 512BB/LM        | Ferrari 4.9L Flat-12      | 140   |
| 33  | IMSA GTX | 45 | Scuderia Supercar Bellancauto SRL         | Fabrizio Violati Maurizio Flammini Duilio Truffo            | Ferrari 512BB/LM        | Ferrari 5.0L Flat-12      | 118   |
| 34  | S +2.0   | 22 | André Chevalley Racing                    | Patrick Gaillard André Chevalley Bruno Sotty                | ACR 80B                 | Ford Cosworth DFV 3.0L V8 | 114   |
| 35  | IMSA GTO | 37 | Mazdaspeed Co. Ltd.                       | Tetsu Ikuzawa Tom Walkinshaw Peter Lovett                   | Mazda RX-7              | Mazda 13B 1.3L 2-Rotor    | 107   |
| 36  | S 2.0    | 30 | Jean-Marie Lemerle                        | Jean-Marie Lemerle Max Cohen-Olivar Alain Levié             | Lola T298               | BMW 2.0L I4               | 104   |
| 37  | S +2.0   | 27 | Ian Bracey                                | Tiff Needell Tony Trimmer                                   | IBEC P6 (Hesketh 308LM) | Ford Cosworth DFV 3.0L V8 | 95    |
| 38  | S +2.0   | 10 | Porsche Kremer Racing                     | Bob Wollek Xavier Lapeyre Guy Chasseuil                     | Porsche 917K/81         | Porsche 4.9L Flat-12      | 82    |
| 39  | S +2.0   | 14 | Joest Racing                              | Reinhold Joest Dale Whittington Klaus Niedzwiedz            | Porsche 908/80          | Porsche 2.1L Turbo Flat-6 | 80    |
| 40  | S +2.0   | 24 | Otis Jean Rondeau                         | Jean Rondeau Jean-Pierre Jaussaud                           | Rondeau M379            | Ford Cosworth DFL 3.3L V8 | 58    |
| 41  | Gr.5     | 59 | Porsche Kremer Racing                     | Ted Field Bill Whittington Don Whittington                  | Porsche 935 K3          | Porsche 3.2L Turbo Flat-6 | 57    |
| 42  | IMSA GTX | 50 | BASF Cassetten Team GS Sport              | Hans Joachim Stuck Jean-Pierre Jarier Helmut Henzler        | BMW M1 Gr.5             | BMW 3.5L I6               | 57    |
| 43  | C        | 83 | WM A.E.R.E.M.                             | Jean-Daniel Raulet Marcel Mamers                            | WM P81                  | Peugeot 2.7L Turbo V6     | 50    |
| 44  | Gr.5     | 69 | Tuff-Kote Dinol Racing                    | Jan Lundgårdh Axel Plankenhorn Mike Wilds                   | Porsche 935 L1 "Baby"   | Porsche 1.4L Turbo Flat-6 | 49    |
| 45  | GT       | 71 | Helmut Marko RSM                          | Christian Danner Peter Oberndofer Prince Leopold von Bayern | BMW M1                  | BMW 3.5L I6               | 49    |
| 46  | Gr.5     | 61 | Weralit Racing Team                       | Edgar Dören Jürgen Lässig Gerhard Holup                     | Porsche 935 K3          | Porsche 3.0L Turbo Flat-6 | 48    |
| 47  | Gr.5     | 67 | Martini Racing                            | Beppe Gabbiani Emanuele Pirro                               | Lancia Beta Monte Carlo | Lancia 1.4L Turbo I4      | 47    |
| 48  | GTP +3.0 | 5  | WM A.E.R.E.M.                             | Guy Fréquelin Roger Dorchy Xavier Mathiot                   | WM P79/80               | Peugeot 2.7L Turbo V6     | 46    |
| 49  | IMSA GTX | 41 | Preston Henn Racing                       | Preston Henn Michael Chandler Marcel Mignot                 | Porsche 935 K3          | Porsche 3.0L Turbo Flat-6 | 45    |
| 50  | S +2.0   | 26 | Oceanic Jean Rondeau                      | Henri Pescarolo Patrick Tambay                              | Rondeau M379            | Ford Cosworth DFL 3.3L V8 | 41    |
| 51  | GT       | 73 | Eminence Racing Team                      | Jean-Marie Alméras Jacques Alméras                          | Porsche 924 Carrera GTR | Porsche 2.0L Turbo I4     | 30    |
| 52  | S +2.0   | 25 | Calberson Jean Rondeau                    | Jean Ragnotti Jean-Louis Lafosse                            | Rondeau M379            | Ford Cosworth DFV 3.0L V8 | 28    |
| 53  | IMSA GTO | 38 | Mazdaspeed Co. Ltd.                       | Yojiro Terada Hiroshi Fushida Win Percy                     | Mazda RX-7              | Mazda 13B 1.3L 2-Rotor    | 25    |
| 54  | C        | 82 | WM A.E.R.E.M.                             | Thierry Boutsen Serge Saulnier Michel Pignard               | WM P81                  | Peugeot 2.7L Turbo V6     | 15    |
| 55  | IMSA GTO | 35 | Stratagraph Inc.                          | Cale Yarborough Billy Hagan Bill Cooper                     | Chevrolet Camaro        | Chevrolet 6.4L V8         | 13    |

### Statistika
- Najboljši štartni položaj - #11 Porsche System - 3:29.44
- Najhitrejši krog - #12 Porsche System - 3:34.00
- Razdalja - 4825.348 km
- Povprečna hitrost - 201.056 km/h

### Dobitniki nagrad
- Index of Thermal Efficency - #31 Jean-Philippe Grand